# Oliver Gill
Oliver David Gill (n. 15 septembrie 1990, Frimley, Surrey) este un fundaș aflat sub contract cu Manchester United FC, și fiul lui David Gill.